# Lutherdenkmal (Worms)

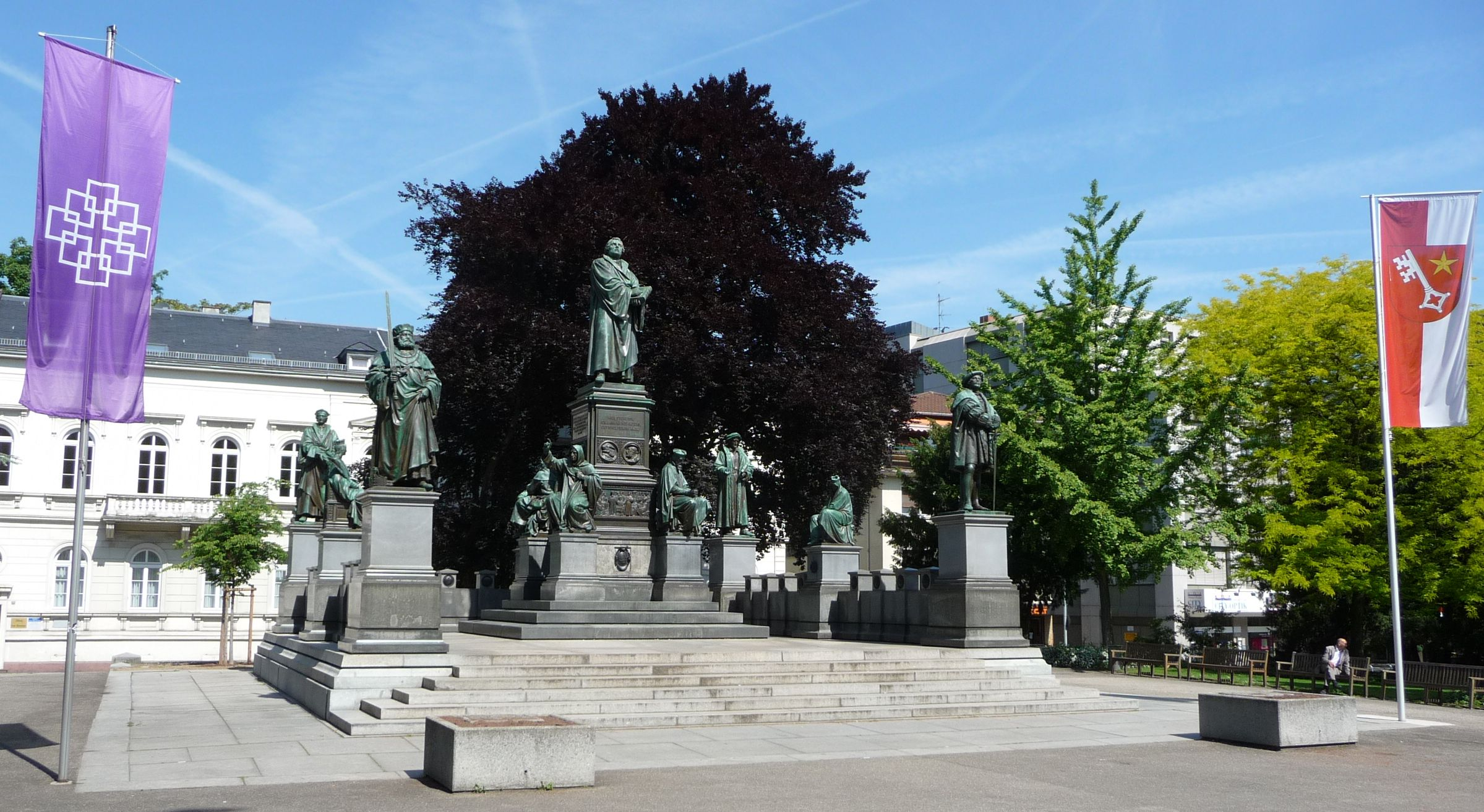
Lutherdenkmal (2010)

Das Lutherdenkmal in Worms wurde zu Ehren des Reformators Martin Luther von Ernst Rietschel (Gesamtentwurf sowie die Statuen Luthers und Wyclifs) geschaffen und am 25. Juni 1868 enthüllt.
Neben dem internationalen Reformationsdenkmal in Genf gilt es als weltweit größtes Reformationsdenkmal.

## Geschichte

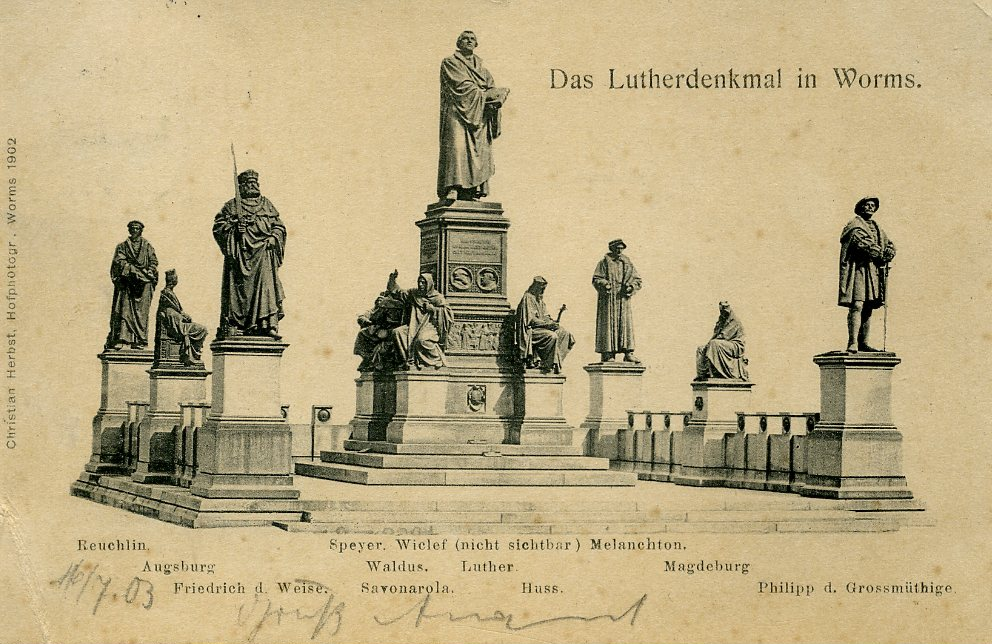
Postkarte von 1902

Historisches Hauptmotiv zur Errichtung des Denkmals war neben dem Thesenanschlag 1517 Luthers Rolle auf dem Reichstag zu Worms von 1521, als er vor Kaiser Karl V. seine Thesen verteidigte. Neben Rietschel, von dem der Gesamtentwurf stammte, waren unter anderem seine Schüler Adolf von Donndorf (Statuen von Waldus, Savonarola, Reuchlin, Friedrich dem Weisen und Magdeburg), Johannes Schilling (Statue der personifizierten Stadt Speyer) und Gustav Adolph Kietz (Statuen von Hus, Melanchthon, Philipp dem Großmütigen und Augsburg) und der Architekt Hermann Nicolai, ein Schüler Gottfried Sempers, an der Gestaltung des Denkmals beteiligt. Es wurde in der Kunstgießerei Lauchhammer gegossen. Rietschels Lutherstatue im Zentrum des Denkmals war für die Lutherdarstellung im ausgehenden 19. Jahrhundert prägend und wurde für zahlreiche Lutherdenkmäler in Mitteleuropa und Nordamerika nachgegossen.
Zu dem Fest anlässlich der Enthüllung des Denkmals am 25. Juni 1868 – dem Jahrestag der Übergabe der Confessio Augustana, der in Süddeutschland als Gedenktag der Reformation begangen wurde – kamen über 100.000 Besucher in die Stadt. Unter den geladenen Ehrengästen waren zahlreiche regierende Fürsten, darunter der preußische König Wilhelm I.

## Beschreibung
Im Zentrum der quadratischen Anlage steht auf einem erhöhten Postament eine 3½ m hohe Statue Martin Luthers, auf drei Seiten umgeben von einer bezinnten Mauer. Elf weitere Statuen umgeben Luther auf Podesten an den Ecken des Hauptpostaments sowie an den Ecken und Seiten der Mauer. Das gesamte Denkmal hebt sich durch drei Stufen von seiner Umgebung ab, über die es auf der geöffneten Seite betretbar ist.
Das Hauptpostament ist verziert mit Zitaten und Porträtreliefs der sächsischen Kurfürsten Johann der Beständige und Friedrich der Großmütige, der Luthermitarbeiter Justus Jonas und Johann Bugenhagen, der Reichsritter Franz von Sickingen und Ulrich von Hutten sowie der Schweizer Reformatoren Johannes Calvin und Ulrich Zwingli. Darunter sind Szenen aus Luthers Leben abgebildet.
Unterhalb des Reformators sitzen vier Statuen von Personen, die als Vorläufer der Reformation angesehen wurden:  Petrus Waldus, John Wyclif, Jan Hus und Girolamo Savonarola.
Auf der umgebenden Mauer dargestellt sind der Kurfürst Friedrich der Weise und Philipp der Großmütige als Protektoren Luthers, sowie Johannes Reuchlin und Philipp Melanchthon. Weiterhin sind Allegorien zu sehen, die auf historische Ereignisse der Reformation Bezug nehmen. Dies sind die „Augsburg mit der Friedenspalme“, mit Bezug auf die Confessio Augustana von 1530 und den Augsburger Reichs- und Religionsfrieden von 1555, die „protestierende Speyer“, mit Bezug auf den Reichstag von Speyer 1529, und die „trauernde Magdeburg“ mit Bezug auf die Zerstörung und Plünderung Magdeburgs 1631 im Dreißigjährigen Krieg durch die katholische Liga unter Johann T’Serclaes von Tilly.
Die 27 würfelförmigen Zinnen der Mauern zeigen die Wappen bedeutender Reformationsstädte.

## Bildergalerie

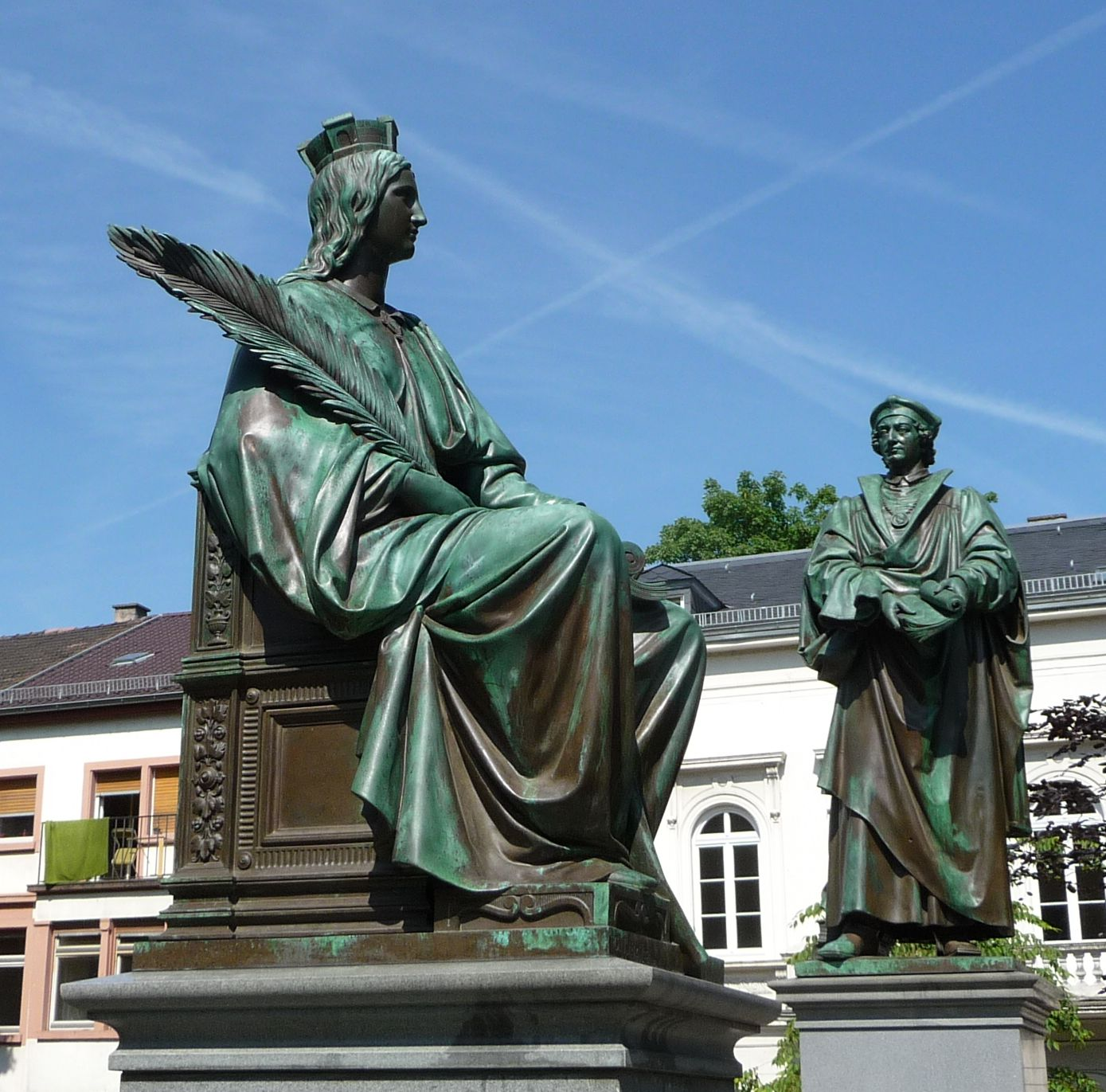
Augsburg
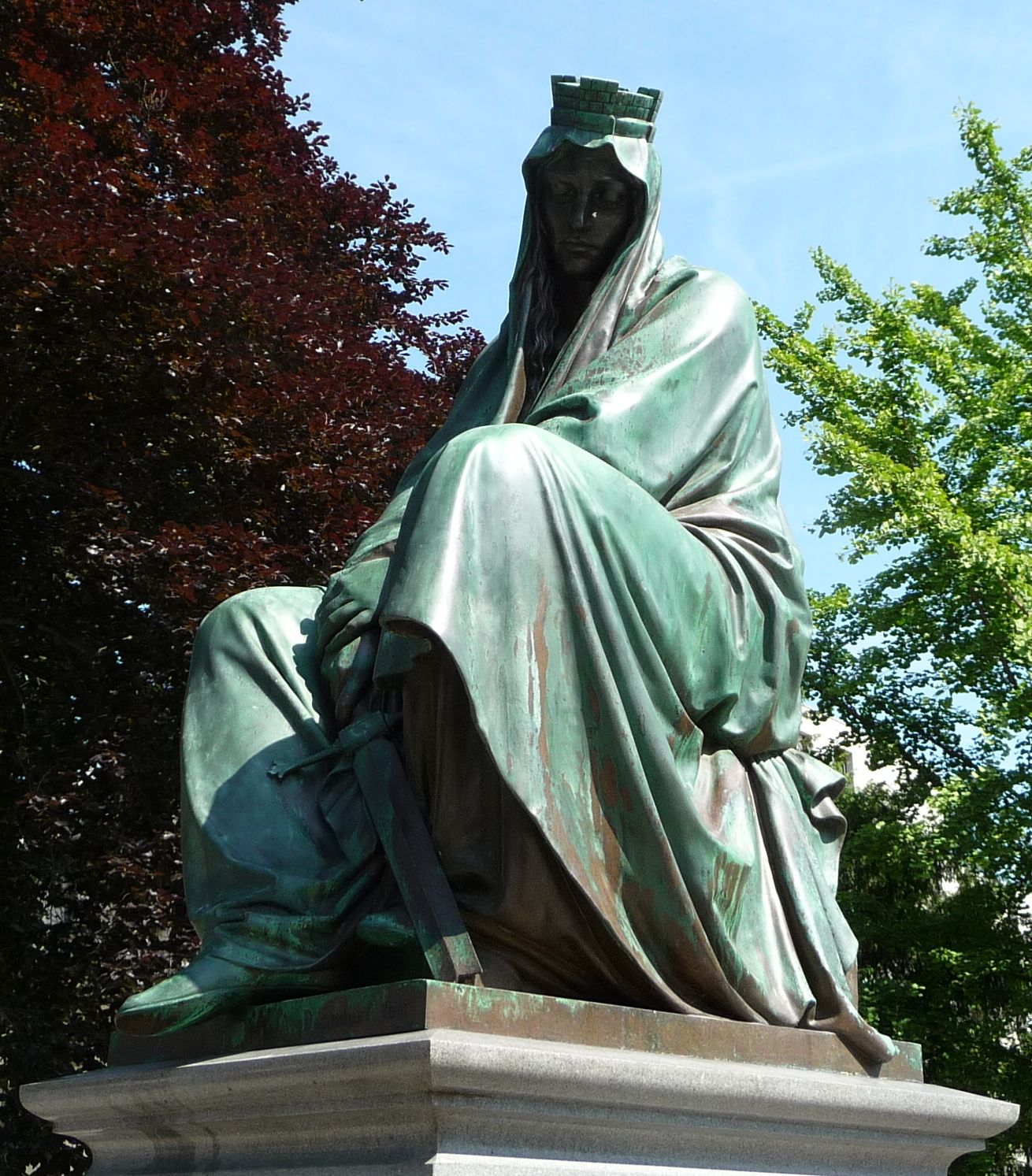
Magdeburg
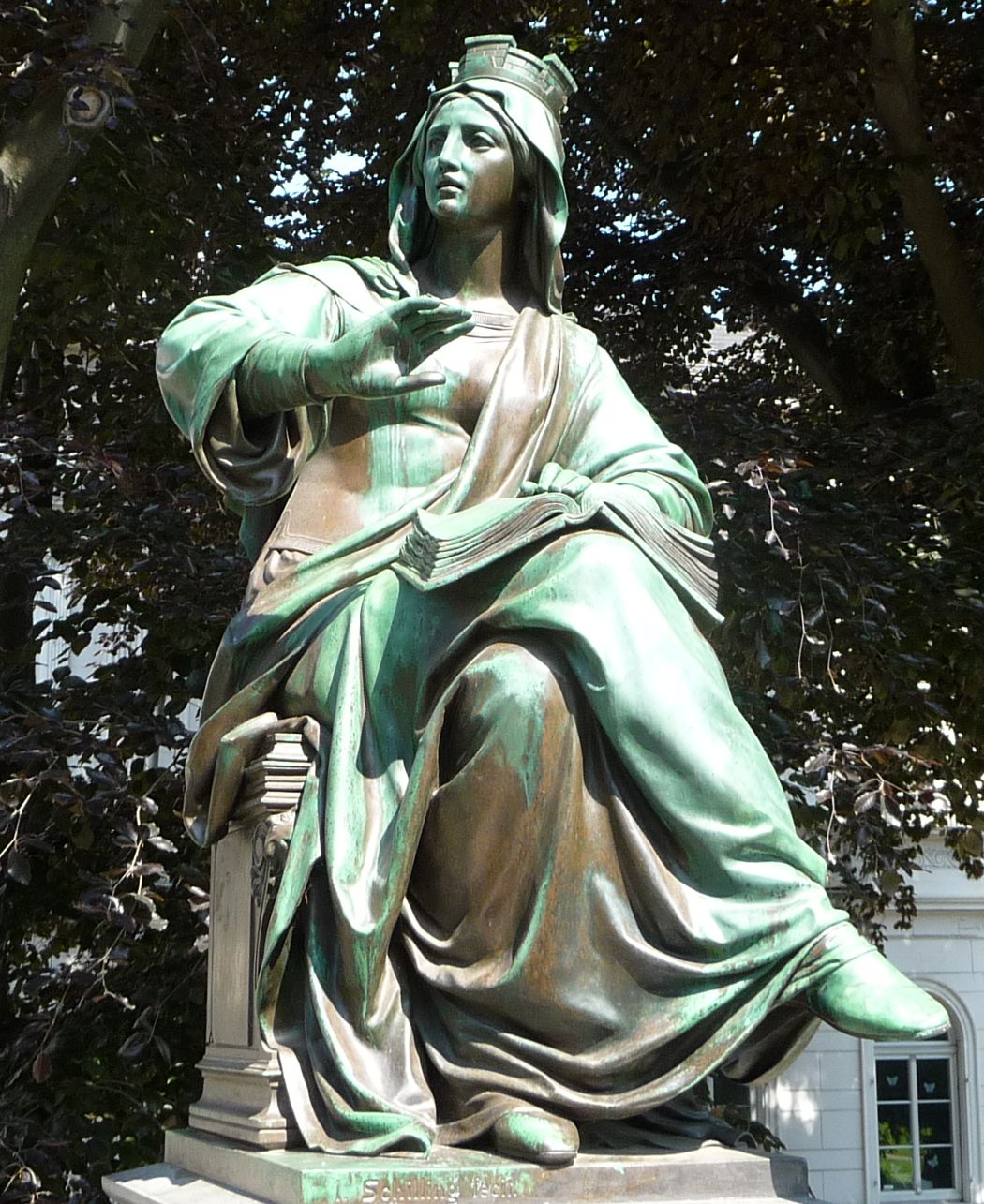
Speyer

Die Bildanordnung folgt dem Aufbau des Denkmals von der Mitte nach außen (siehe #Beschreibung).

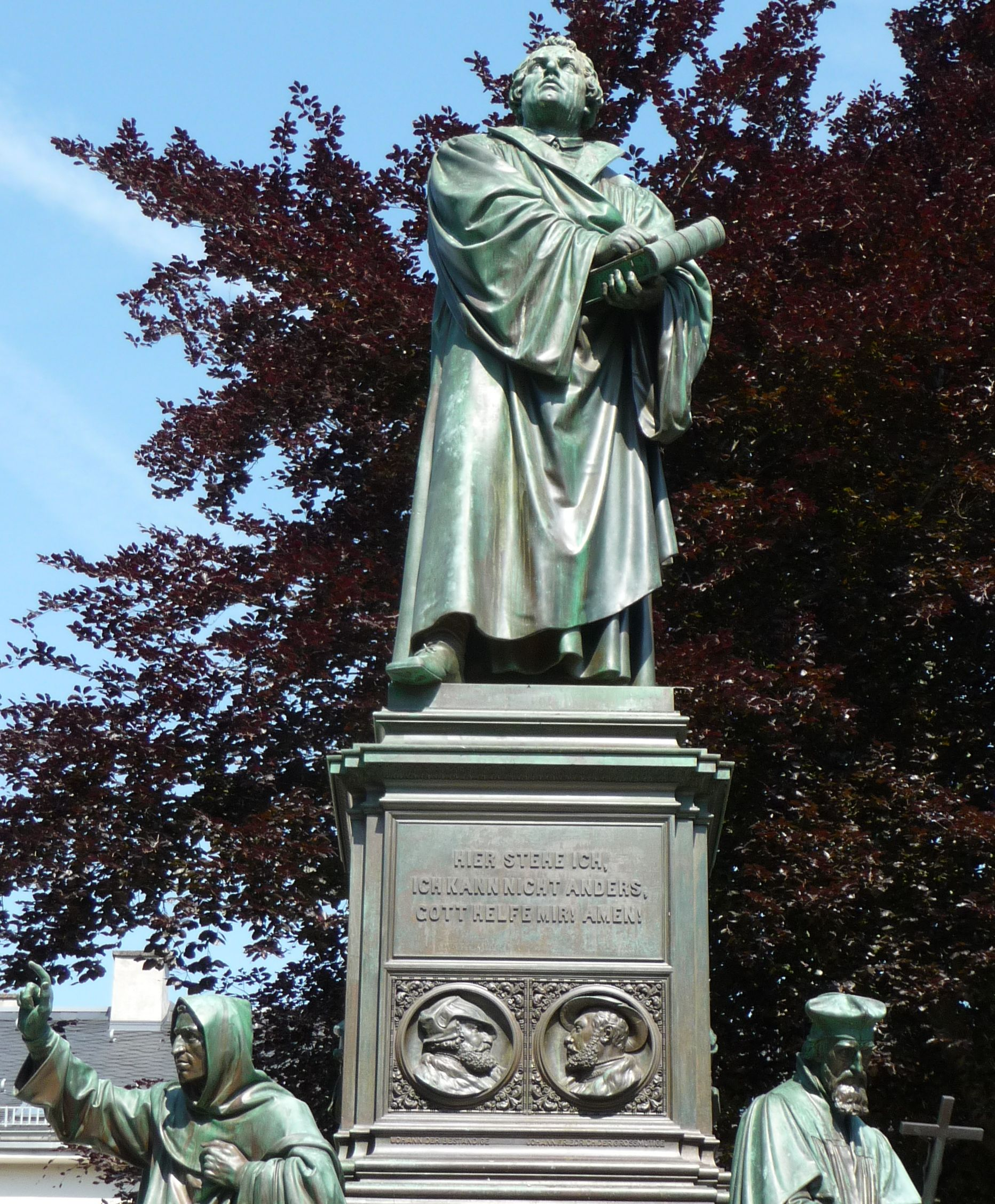
Martin Luther

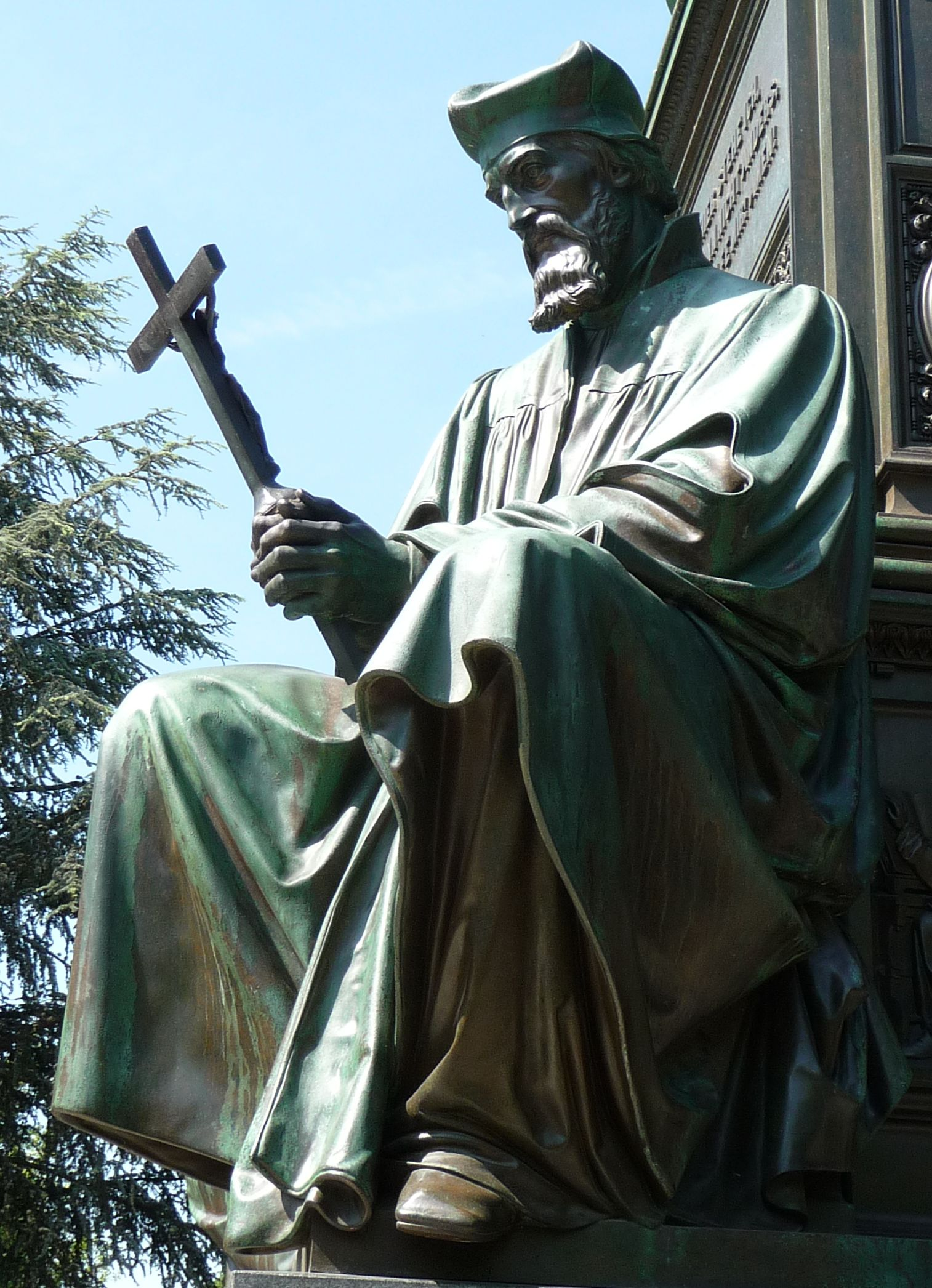
Jan Hus
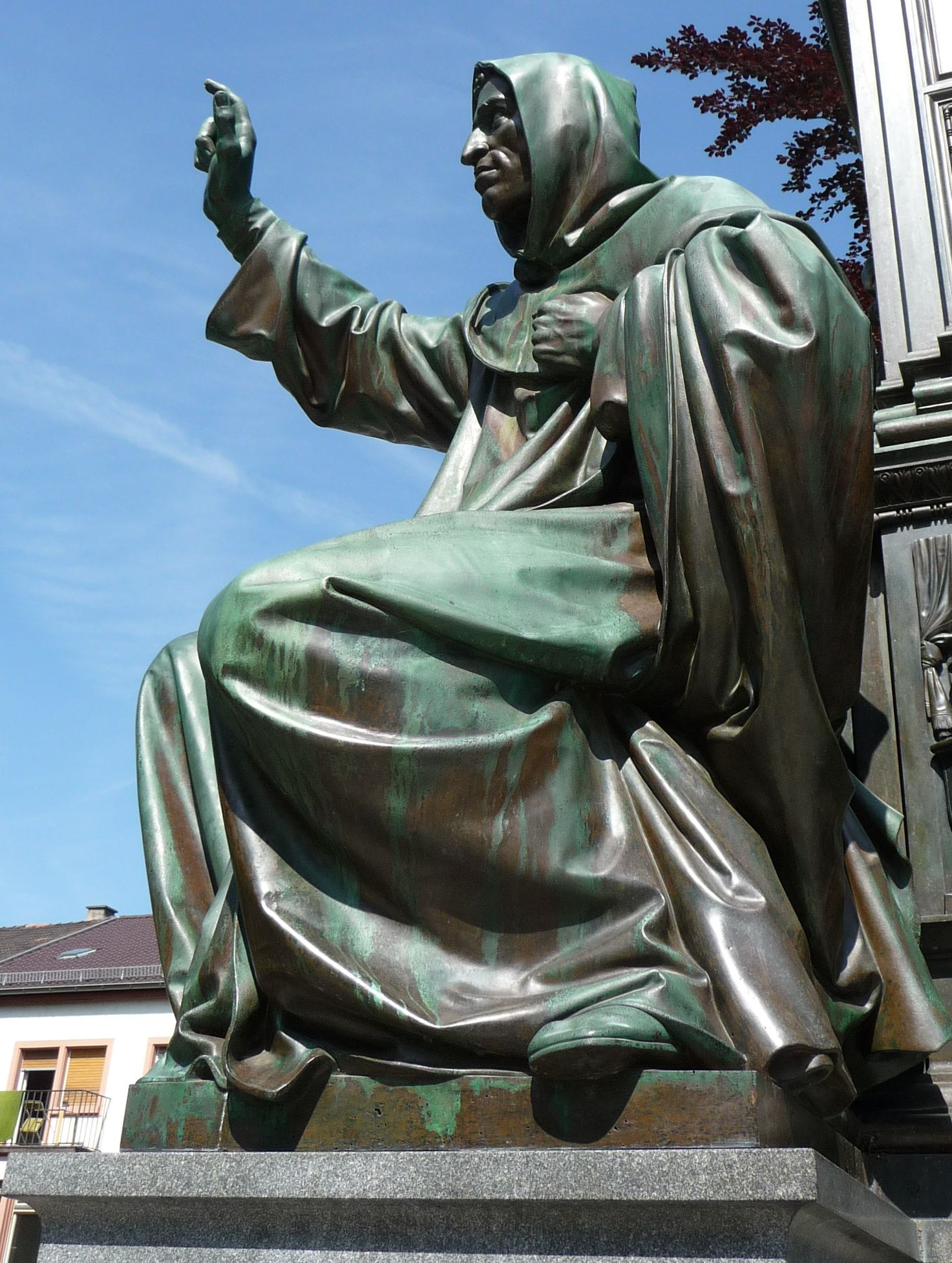
Girolamo Savonarola
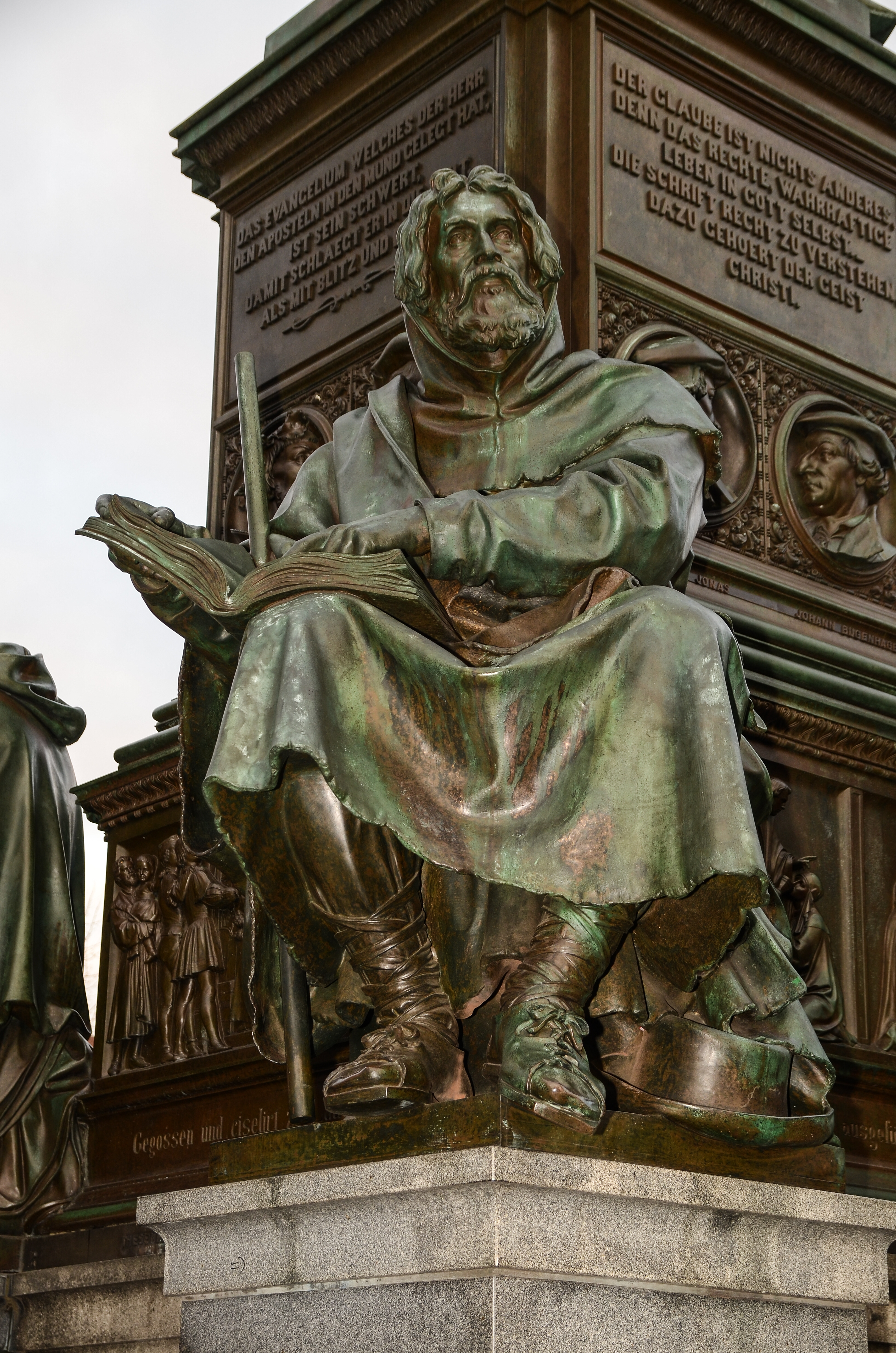
Petrus Waldus
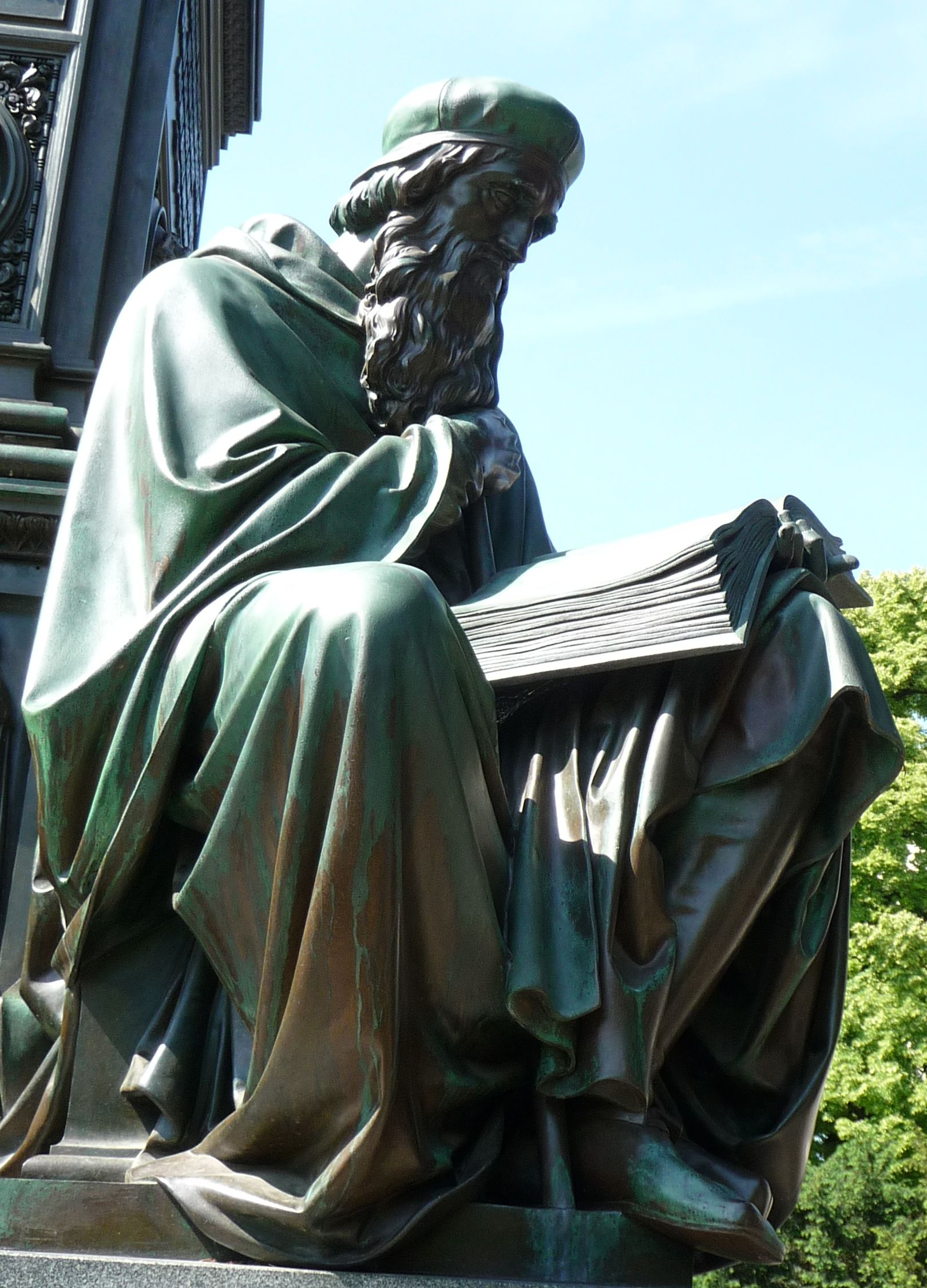
John Wycliff

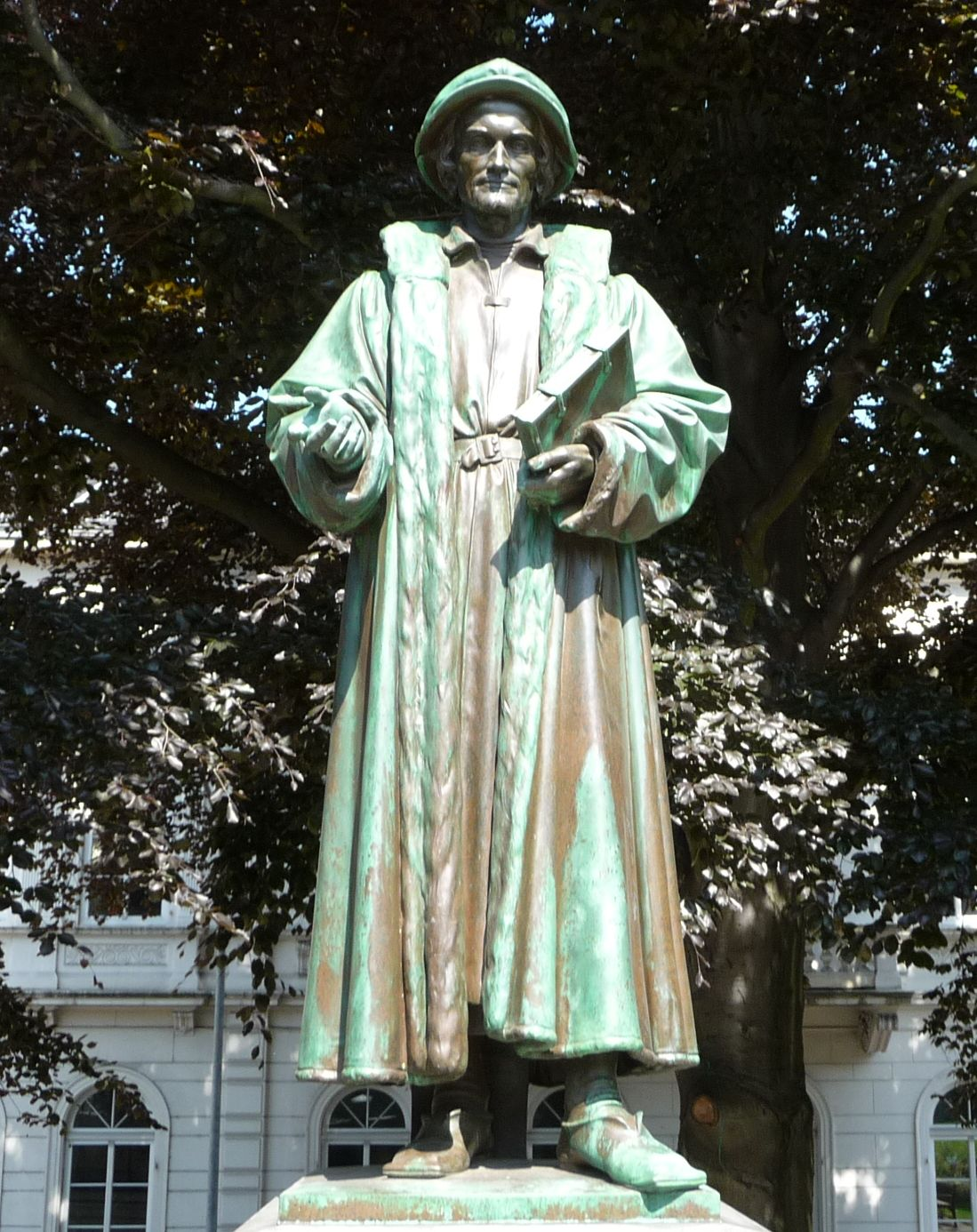
Philipp Melanchthon
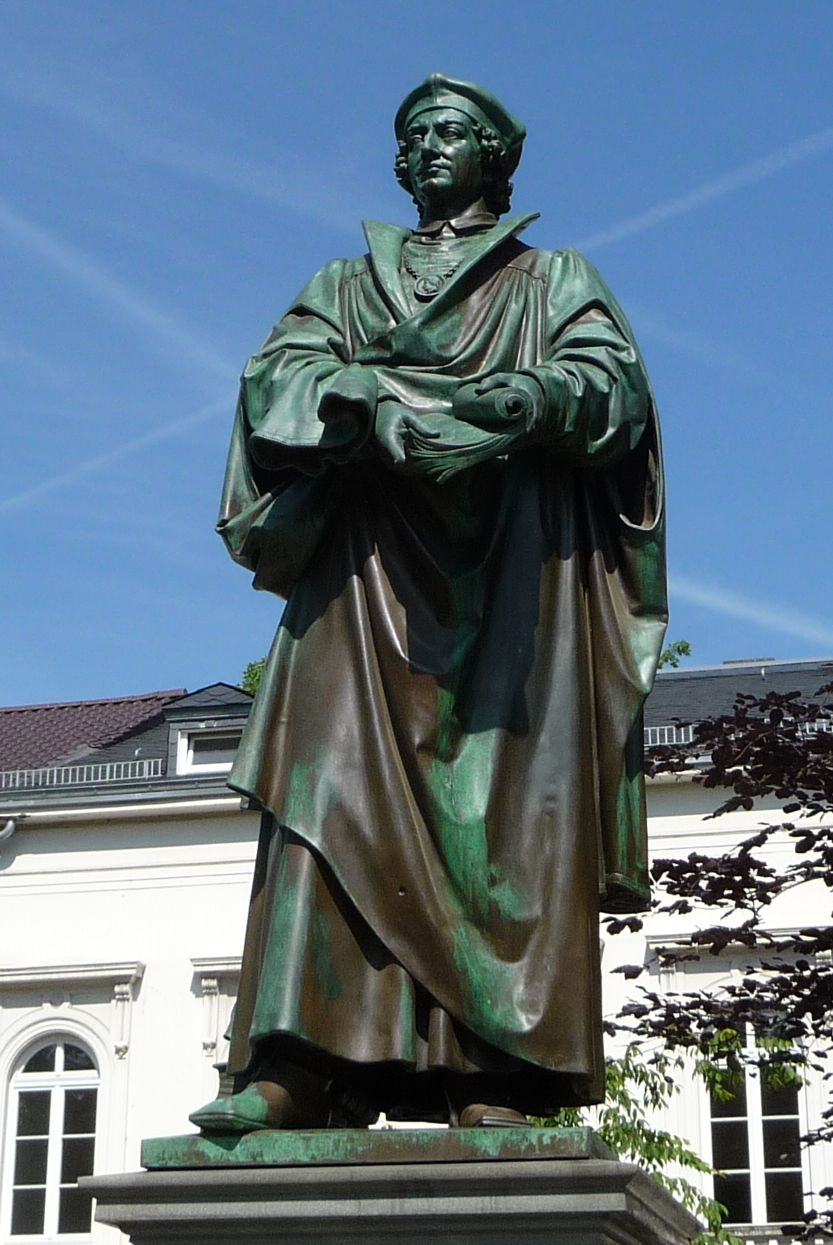
Johannes Reuchlin
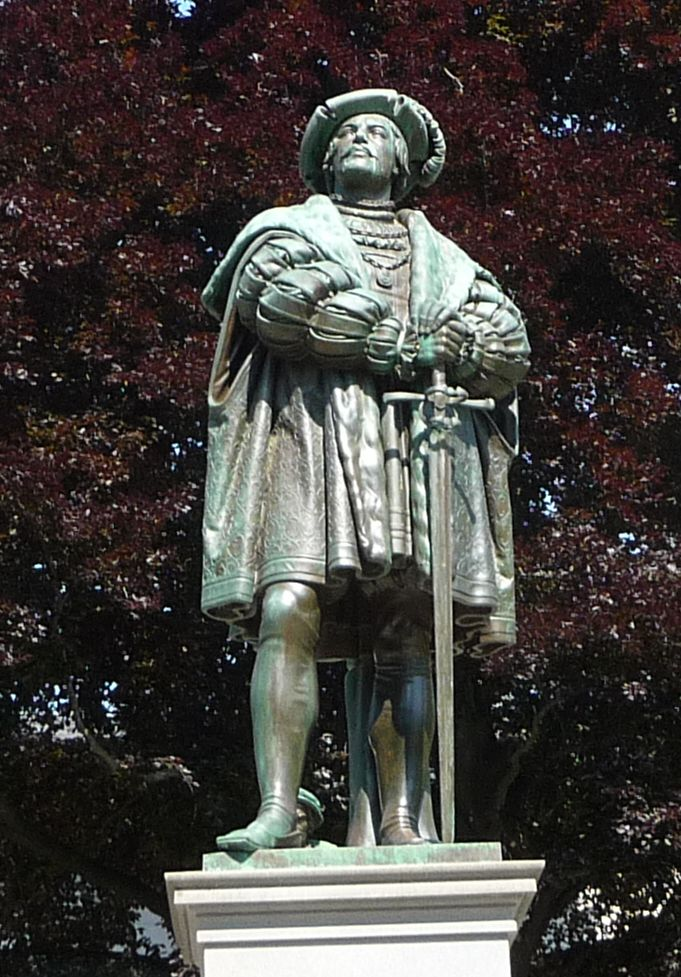
Philipp der Großmütige
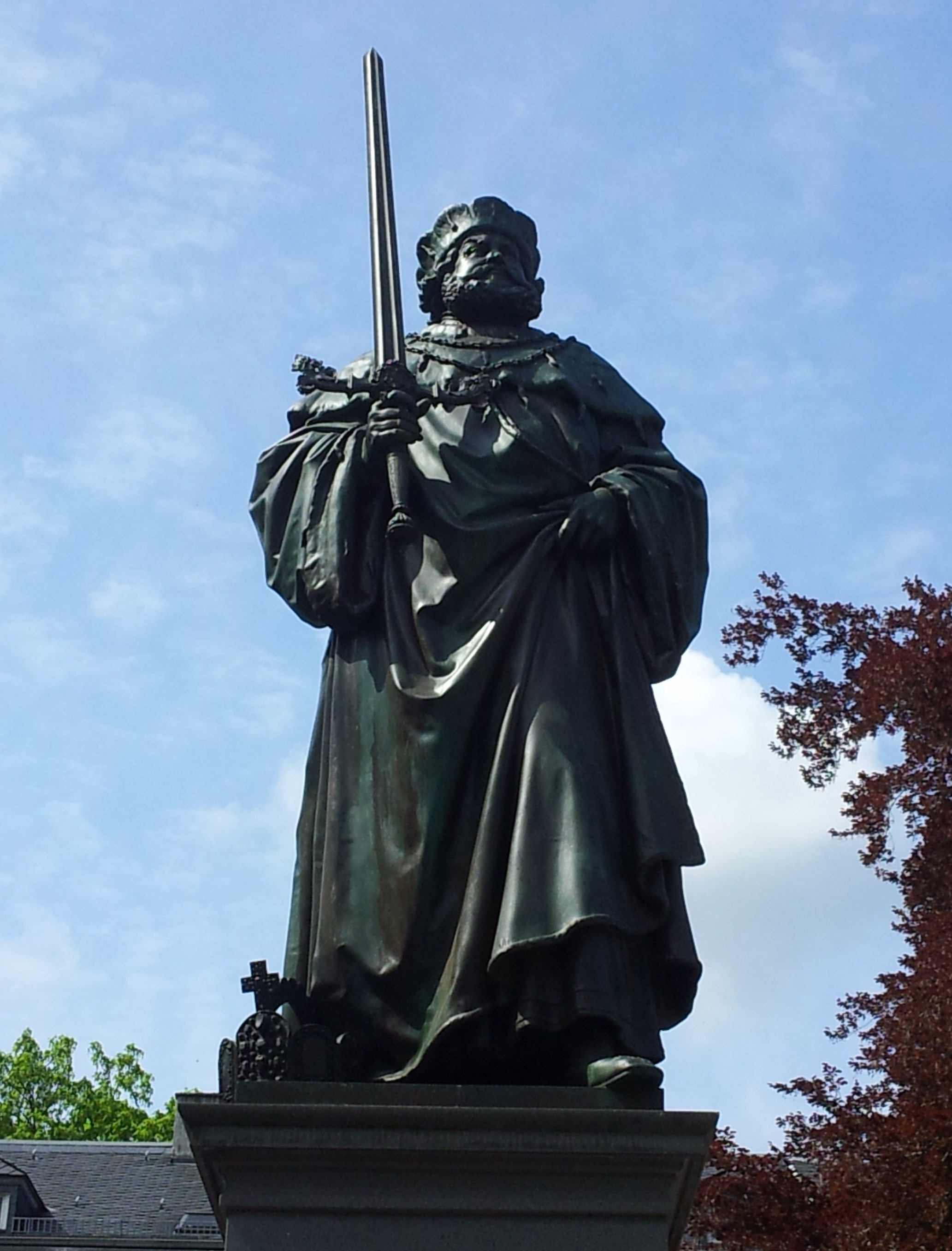
Kurfürst Friedrich III. von Sachsen

- Augsburg
- Magdeburg
- Speyer

## Sonstiges
Ein Nachguss der Figur Trauernde Magdeburg wurde 1906 in Magdeburg aufgestellt. Er überstand die Zerstörungen des Zweiten Weltkriegs und befindet sich in der Vorhalle der St.-Johannis-Kirche. Ein weiterer Nachguss derselben Figur wurde auf dem Grabmal Adolf von Donndorfs aufgestellt.